# Great South Run
De Great South Run is een hardloopevenement over een afstand van 10 Engelse mijl (16,09 km) in de stad Portsmouth (Engeland), dat jaarlijks wordt gehouden.
De loop is opgericht in 1990 door de voormalige Britse atleet Brendan Foster. De eerste editie van deze loop vond plaats in Southampton en werd gewonnen door de Nederlandse atleet Marti ten Kate.
Het evenement is onderdeel van het internationale IAAF circuit van 'Road Race Label Events', in de categorie "Gold Label"; in Engeland maakt het deel uit van de 'Great Run Serie', waar onder andere ook de Great North Run onderdeel van is.
The Great South Run is uitgegroeid tot een van de populairste 10 mijlwedstrijden, met in 2015 bijna 14.000 deelnemers. De wegwedstrijd heeft enkele van de meest succesvolle professionele lopers aangetrokken, zoals wereldrecordhoudster Paula Radcliffe en wereldkampioen Luke Kibet.

## Parcours
De vlakke race start is bij het D-day Museum in Southsea en loopt langs de kust naar Portsmouth Cathedral, de Spinnaker Tower en de marinebasis. Na een lus door het centrum van Portsmouth, gaat de route oostelijk naar Eastney en loopt dan langs de kust naar het eindpunt bij Piramids Centre, niet ver van het startpunt.

## Uitslagen
| Editie | Jaar | Snelste man        | Land | Tijd  | Snelste vrouw     | Land | Tijd  |
| ------ | ---- | ------------------ | ---- | ----- | ----------------- | ---- | ----- |
| 1      | 1990 | Marti ten Kate     | NED  | 47.52 | Alison Gooderham  | GBR  | 56.09 |
| 2      | 1991 | Thomas Naali       | TAN  | 47.11 | Olga Bondarenko   | URS  | 53.16 |
| 3      | 1992 | Boay Akonay        | TAN  | 47.04 | Iulia Negura      | ROU  | 53.19 |
| 4      | 1993 | Gary Staines       | GBR  | 46.11 | Iulia Negura      | ROU  | 53.01 |
| 5      | 1994 | Gary Staines       | GBR  | 47.00 | Gitte Karlshøj    | DEN  | 54.49 |
| 6      | 1995 | Benson Masya       | KEN  | 45.56 | Liz McColgan      | GBR  | 53.12 |
| 7      | 1996 | Gary Staines       | GBR  | 46.57 | Derartu Tulu      | ETH  | 52.39 |
| 8      | 1997 | Christopher Kelong | KEN  | 46.53 | Liz McColgan      | GBR  | 52.00 |
| 9      | 1998 | Stéphane Franke    | GER  | 47.40 | Marian Sutton     | GBR  | 54.17 |
| 10     | 1999 | Simon Kasimili     | KEN  | 47.42 | Esther Kiplagat   | KEN  | 54.42 |
| 11     | 2000 | Gert Thys          | RSA  | 48.26 | Restituta Joseph  | TAN  | 55.10 |
| 12     | 2001 | Khalid Skah        | MAR  | 46.17 | Restituta Joseph  | TAN  | 52.36 |
| 13     | 2002 | Simon Kasimili     | KEN  | 47.27 | Sonia O'Sullivan  | IRL  | 51.00 |
| 14     | 2003 | John Yuda          | TAN  | 46.35 | Sonia O'Sullivan  | IRL  | 53.26 |
| 15     | 2004 | Hendrick Ramaala   | RSA  | 47.14 | Benita Johnson    | AUS  | 52.32 |
| 16     | 2005 | John Yuda          | TAN  | 46.45 | Derartu Tulu      | ETH  | 51.27 |
| 17     | 2006 | Simon Arusei       | KEN  | 47.17 | Jo Pavey          | GBR  | 52.46 |
| 18     | 2007 | Luke Kibet         | KEN  | 47.31 | Rose Cheruiyot    | KEN  | 53.44 |
| 19     | 2008 | Bernard Kipyego    | KEN  | 46.43 | Paula Radcliffe   | GBR  | 51.11 |
| 20     | 2009 | Mo Farah           | GBR  | 46.25 | Inês Monteiro     | POR  | 52.32 |
| 21     | 2010 | Joseph Ebuya       | KEN  | 45.16 | Grace Momanyi     | KEN  | 52.03 |
| 22     | 2011 | Leonard Komon      | KEN  | 46.18 | Aselefech Mergia  | ETH  | 52.55 |
| 23     | 2012 | Stephen Mokoka     | RSA  | 46.40 | Jo Pavey          | GBR  | 53.01 |
| 24     | 2013 | Emmanuel Bett      | KEN  | 48.03 | Florence Kiplagat | KEN  | 53.53 |
| 25     | 2014 | James Rungaru      | KEN  | 46.31 | Belaynesh Oljira  | ETH  | 52.40 |
| 26     | 2015 | Moses Kipsiro      | UGA  | 46.00 | Vivian Cheruiyot  | KEN  | 51.17 |
| 27     | 2016 | Chris Thompson     | GBR  | 47.23 | Tirunesh Dibaba   | ETH  | 51.49 |

## Parcoursrecords
- Mannen: 45.16 - Joseph Ebuya  KEN (2010)
- Vrouwen: 51.00 - Sonia O'Sullivan  IRL (2002)